# Jean-Paul Le Chanois
Jean-Paul Le Chanois, właśc. Jean-Paul Étienne Dreyfus (ur. 25 października 1909 w Paryżu, zm. 8 lipca 1985 tamże) – francuski aktor, reżyser filmowy i scenarzysta. Jego film Bez adresu zdobył Złotego Niedźwiedzia w kategorii komedia na 1. Międzynarodowym Festiwalu Filmowym w Berlinie.

## Wybrana filmografia
- Hiszpania 1936 (España 1936, 1937)
- Bez adresu (...Sans laisser d'adresse, 1951)
- Tata, mama, gosposia i ja (Papa, maman, la bonne et moi, 1954)
- Tata, mama, moja kobieta i ja (Papa, maman, ma femme et moi, 1955)
- Nędznicy (Les Misérables, 1958)
- Monsieur (1964)